# Diachronie
Diachronie (altgriechisch διά dia, deutsch ‚hindurch‘ und χρόνος chrónos, deutsch ‚Zeit‘) bezeichnet in der Sprachwissenschaft eine Betrachtungsweise von Sprache, bei der ein Vergleich von Sprachstadien und einzelnen sprachlichen Erscheinungen über die Zeit hinweg im Mittelpunkt steht, beispielsweise in der Entwicklung vom Mittelhochdeutschen zum Neuhochdeutschen. Es handelt sich mit anderen Worten um die Betrachtungsweise der Historischen Sprachwissenschaft. Der Begriff Diachronie wurde von Ferdinand de Saussure geprägt, als Gegenwort zu „Synchronie“, bei der der Zustand der Sprache und die Systemzusammenhänge darin innerhalb eines eng eingegrenzten Zeitraums betrachtet werden.
Diese beiden Blickwinkel werden in den Fachwissenschaften als getrennte Ansätze betrachtet, die sich methodisch ausschließen. Einige Wissenschaftler wie Jack Goody (Die Logik der Schrift und die Organisation von Gesellschaft 1990) setzen sich jedoch bewusst über diese methodologischen Einschränkungen hinweg.

## Weiterführende Literatur
- Gerhard Bauer, Bernhard D. Haage: Einführung in die diachrone Sprachwissenschaft. Ein Lehr-, Studien- und Übungsbuch für Germanisten. 2. Auflage. Kümmerle Verlag, Göppingen 1987 (= Göppinger Arbeiten zur Germanistik. Band 459), ISBN 3-87452-694-1.